# Гурчу
Гурчу — покинутый аул в Галанчожском районе Чеченской Республики.

## География
Аул Гурчу расположен на южном склоне Болойлам, к северо-востоку от районного центра Галанчож.
Ближайшие развалины аулов: на северо-востоке — бывший аул Бончу-Дига, на северо-западе — бывший аул Кечнюхи, на юго-западе — бывший аул Дженчу, на юго-востоке — бывший аул Сакилинжили.

## История
Аул Гурчу ликвидирован в 1944 году во время депортации чеченцев. После восстановления Чечено-Ингушской АССР в 1956 году чеченцам было запрещено селиться в данном районе.
С 2012 года аул Гурчу входит в состав ранее упраздненного Галанчожского района.